# Dichromia macularis
Dichromia macularis là một loài bướm đêm trong họ Erebidae.